# Anoxia matutinalis
Anoxia matutinalis är en skalbaggsart som beskrevs av François Louis Nompar de Caumont de Laporte 1832. Anoxia matutinalis ingår i släktet Anoxia och familjen Melolonthidae.

## Underarter
Arten delas in i följande underarter:
- A. m. sardoa
- A. m. moltonii
- A. m. suturalis
- A. m. corsicana